# Hoko Salvinův
Hoko Salvinův (Mitu salvini) je hrabavý pták z čeledi hokovitých, který se vyskytuje v nížinatých pralesích Kolumbie, Ekvádoru a Peru.

## Systematika
Druh poprvé popsal Johannes Theodor Reinhardt v roce 1879. Jedná se o monotypický druh. Hoko Salvinův byl občas řazen do rodu Crax, nicméně genetická data potvrzují validitu rodu Mitu.

## Popis
Statný, 75–89 vysoký pták o váze kolem 3,1 kg. Dominantu hlavy tvoří velký krátký zobák s mohutným horním zobákem připomínající strmý ostrý horský hřeben; tento hřeben je lépe vyvinut u samců. Chocholka je dobře vyvinutá, avšak výrazná pouze při ztopoření. Většina opeření je černá s modrým odleskem, spodní krovky ocasní a konečky ocasu jsou bílé. Duhovky jsou vínově červené, u nedospělých jedinců hnědé; do červena se barví kolem věku jednoho roku.

## Rozšíření a stanoviště
Areál výskytu druhu zahrnuje středojižní Kolumbii, východní Ekvádor a severovýchodní Peru. Vyskytuje se ve vlhkých lesích, nicméně záplavovým územím se vyhýbá. Vyhledává hlavně původní nížinaté nebo mírně kopcovité pralesy do nadmořské výšky 600 m.

## Biologie
Většinou se pohybuje v páru nebo v menších rodinných skupinkách. Krmí se na zemi, kde vyhledává hlavně ovoce, semena, listy a květy. Jídelníček si zpestřuje bezobratlými živočichy (červi, krabi, termiti, šneci a brouci) i obratlovci (žáby, hadi, krysy a dokonce i vejce a mláďata jiných ptáků jako jsou kolibříci, holubi nebo drozdi). Požírá i malé kamínky, které mu pomáhají se zažíváním potravy. Hřaduje v korunách stromů, většinou 15–25 metrů na zemí.
Doba rozmnožování trvá od cca ledna do června. Samec staví několik hnízd 5–7 m nad zemí. Samice si jedno z hnízd vybere a brzy do něj naklade 2 bílá vejce o rozměrech 57×82 mm. V případě raného selhání snůšky naklade vejce do jiného hnízda. Inkubuje pouze samice po dobu kolem 32 dní. Prekociální mláďata brzy po narození opouští hnízdo. Kolem věku 2 týdnů si dokáží sama shánět potravu, avšak samice o ně nadále pečuje do věku několika měsíců, načež mláďatům začne vypomáhat samec.
Nejčastěji se ozývá kolem východu slunce dunivým zvučným „mmm mmmMMMM ... BMM’mmmm-mmmm“. Zvuky může opakovat až kolem 30 minut, nejčastěji se ozývá z vyvýšeného stanoviště. Při vyrušení vydává výše položené „pjeu, pjeu“ či hrdelní „górh, górh“.

## Status
Hoko Salvinův je stále poměrně hojným druhem v původních pralesích, avšak v oblastech lidských sídlišť je jeho výskyt méně častý. Je ohrožen hlavně lovem místními lidmi pro maso, částečně i fragmentací krajiny.